# Les Liens du destin
Les Liens du destin (titre original : The Thread of Destiny) est un film muet américain réalisé par David W. Griffith, sorti en 1910.

## Fiche technique
- Titre original : The Thread of Destiny
- Titre français : Les Liens du destin
- Réalisation : David W. Griffith
- Scénario : David W. Griffith et Stanner E.V. Taylor
- Société de production : Biograph Company
- Lieu de tournage : San Gabriel (Californie)
- Durée : 16 minutes
- Date de sortie : 
  - États-Unis : 7 mars 1910

## Distribution
- Mary Pickford : Myrtle
- Francis J. Grandon : Gus
- Henry B. Walthall : Estrada
- Linda Arvidson : la femme de l'hôtelier
- W. Chrystie Miller : le prêtre
- Verner Clarges
- Charles Craig
- Arthur V. Johnson
- George Nichols
- Anthony O'Sullivan
- Frank Opperman
- Alfred Paget
- Mack Sennett
- Charles West
- Dorothy West

## Autour du film
Une mission franciscaine du XVIIIe siècle, vestige de la colonisation espagnole en Californie, sert de décor au film.